# Comitas trailli
Comitas trailli é uma espécie de gastrópode do gênero Comitas, pertencente à família Pseudomelatomidae.